# Modista

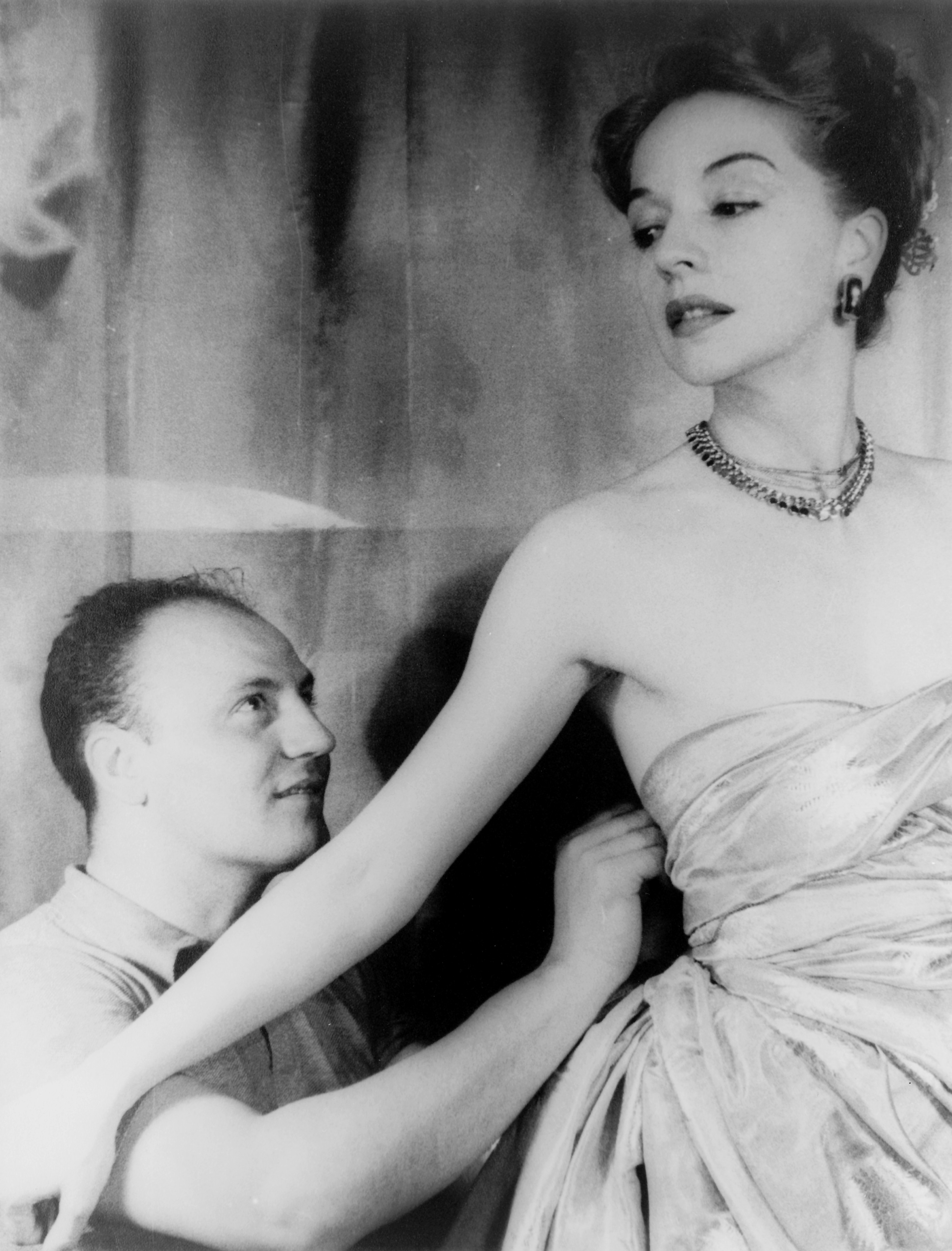
Pierre Balmain probando un vestido a Ruth Ford, fotografiados por Carl Van Vechten en 1947.

Se denomina modista a la persona que tiene por profesión el diseño y confección de prendas de vestir; como vestidos, blusas, abrigos, sombreros, etc. El término modista es válido para mujeres y hombres. La Real Academia Española, acepta también modisto referido exclusivamente a un hombre con esta profesión.
También se utiliza el término diseñador o diseñadora de moda en relación con la misma profesión.

## El oficio
El proceso de creación se inicia eligiendo el material con el que se trabajará concretando los detalles referidos a formas, colores, texturas, acabados, etc. Se toma las medidas del cuerpo para establecer las dimensiones que adoptarán las prendas, se desarrolla la moldería, el corte de la tela, se realiza la «glasilla» (prototipo de una prenda) o ‘toile’ (denominada así por los modistas franceses) y se resuelven las terminaciones del diseño.

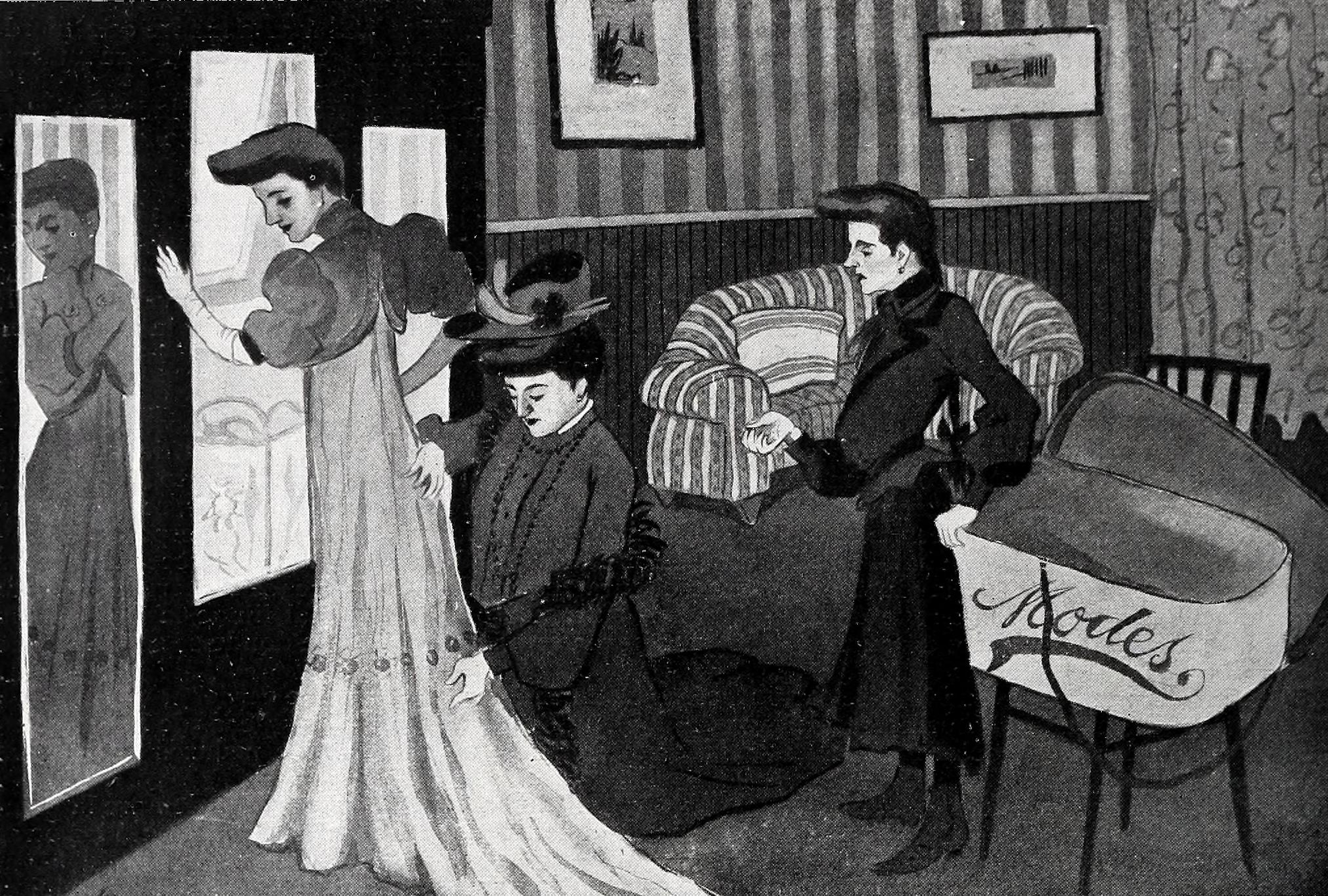
Modista en acción (Blanco y Negro, 1906)

También se diseñan periódicamente colecciones de propia creación de prendas que se confeccionarán en serie. En tal caso, realizará el escalado de los patrones para obtener las tallas que se deseen partiendo de una talla base. Cada temporada se presentan las colecciones en pasarelas de moda a las que asisten los principales clientes así como medios de comunicación especializados.
Según los estatutos que rigen las "maisons" de la alta costura francesa, establecidos en 1945, cada firma debe presentar anualmente dos colecciones de al menos cuarenta vestidos cada una; es decir, una para la temporada primavera-verano, y otra para otoño-invierno.

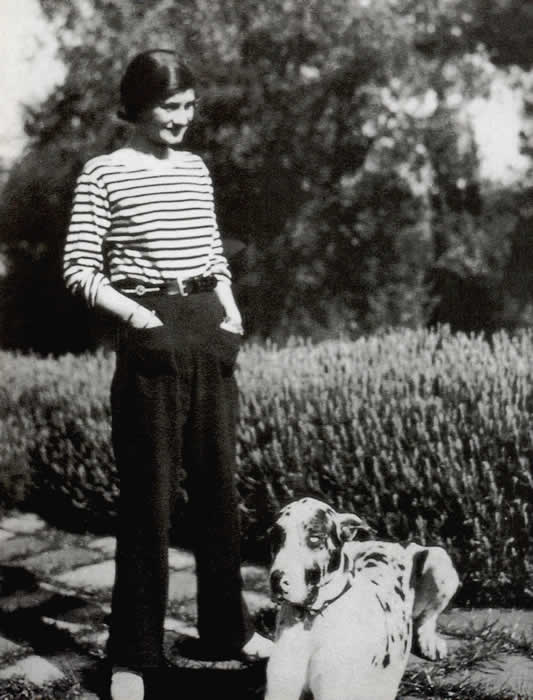
La modista Coco Chanel en 1928

Entre las aptitudes necesaria para ejercer el oficio del diseño de moda figuran la creatividad y el sentido de la estética. Es clave conocer en profundidad los materiales textiles que existen, sus propiedades, características, aplicaciones, capacidad de transformación y terminaciones. Además, debe conocerse los complementos a combinar con las prendas tales como bolsos, zapatos, joyas o sombreros para ofrecer en la colección una armonía de conjunto. La inspiración se obtiene en ferias profesionales, certámenes o revistas especializadas tanto en lo que se refiere a los avances en materia de moda, como en la tecnología de diseño y confección relacionada con la misma.

## Salidas profesionales
- Patronista en un taller de moda.
- Diseño de vestuario en el mundo del espectáculo: cine, teatro, televisión, etc.
- Diseño de modelos propios.
- Diseño de complementos de moda.
- Estilista

## Modistas famosos
- Rose Bertin, (1747-1813) - Francia. Denominada "ministra de la moda" fue la primera modista, creadora de la moda del siglo XVIII, famosa por vestir a María Antonieta, Reina de Francia
- Coco Chanel (1883-1971) - Francia
- Cristóbal Balenciaga (1895-1972) - España
- Christian Dior (1905-1957) - Francia
- Manuel Pertegaz (1918-2014) - España
- André Courrèges - (1923-2016) - Francia
- Valentino (1932 - ) - Italia
- Oscar de la Renta - (1932 - 2014) - República Dominicana
- Paco Rabanne (1934 - ) - España
- Mary Quant - (1934 - ) - Reino Unido
- Carolina Herrera - (1939 - ) - Venezuela
- Yves Saint-Laurent (1936-2008) - Francia
- Donna Karan (1948 - ) - Estados Unidos
- Jean-Paul Gaultier - (1952 - ) -  Francia